# Мора (Міннесота)
Мора (англ. Mora) — місто (англ. city) в США, в окрузі Канабек штату Міннесота. Населення — 3665 осіб (2020).

## Географія
Мора розташована за координатами 45°52′35″ пн. ш. 93°17′30″ зх. д. / 45.87639° пн. ш. 93.29167° зх. д. (45.876299, -93.291760).  За даними Бюро перепису населення США в 2010 році місто мало площу 13,65 км², з яких 12,96 км² — суходіл та 0,69 км² — водойми.

## Демографія
Згідно з переписом 2010 року, у місті мешкала 3571 особа в 1513 домогосподарствах у складі 857 родин. Густота населення становила 262 особи/км².  Було 1684 помешкання (123/км²).
Расовий склад населення:
| - 96,1 % — білих - 0,8 % — чорних або афроамериканців - 0,7 % — корінних американців - 0,3 % — азіатів |

До двох чи більше рас належало 1,9 %. Частка іспаномовних становила 2,2 % від усіх жителів.
За віковим діапазоном населення розподілялося таким чином: 23,4 % — особи молодші 18 років, 54,8 % — особи у віці 18—64 років, 21,8 % — особи у віці 65 років та старші. Медіана віку мешканця становила 39,6 року. На 100 осіб жіночої статі у місті припадало 89,5 чоловіків;  на 100 жінок у віці від 18 років та старших — 84,2 чоловіків також старших 18 років.
Середній дохід на одне домашнє господарство  становив 44 987 доларів США (медіана — 39 982), а середній дохід на одну сім'ю — 51 897 доларів (медіана — 44 094). Медіана доходів становила 47 536 доларів для чоловіків та 26 250 доларів для жінок. За межею бідності перебувало 17,6 % осіб, у тому числі 29,5 % дітей у віці до 18 років та 3,8 % осіб у віці 65 років та старших.
Цивільне працевлаштоване населення становило 1415 осіб. Основні галузі зайнятості: освіта, охорона здоров'я та соціальна допомога — 22,5 %, роздрібна торгівля — 22,0 %, мистецтво, розваги та відпочинок — 12,7 %, виробництво — 8,8 %.